# Один бат (монета)
Один бат — монета Таиланда, заменившая монету в один тикаль.

## История
Монеты, отчеканенные до 1928 года, имели номинал 1 тикаль. С 15 апреля 1928 года национальная валюта Сиама (с 1939 года — Таиланд) стала официально именоваться батом.
В 1950 году была отчеканена пробная монета из никеля с портретом Рамы IX (известна в 4 экземплярах, 2 из которых были найдены в мешке монет 1957 года). В 1957 году была отчеканена регулярная монета аналогичного дизайна из медно-никелево-серебряно-цинкового сплава. В 1962 году была отчеканена монета из медно-никелевого сплава с другим дизайном. Также в этом году была отчеканена пробная монета, отличающаяся портретом и расположением надписей (известна в 7—8 экземплярах). В 1974 году была отчеканена монета из медно-никелевого сплава с новым портретом и изображением Гаруды. В 1977 году была отчеканена монета из медно-никелевого сплава с новым портретом. В 1982—1985 годах чеканились монеты из медно-никелевого сплава с новым портретом. В 1986—2008 годах чеканились монеты из медно-никелевого сплава с незначительно изменённым дизайном. В 2008—2017 годах чеканились монеты аналогичного дизайна из стали, гальванизированной никелем с немного другим портретом. Начиная с 2018 года чеканятся монеты из стали, гальванизированной никелем, с портретом Рамы X.

### Памятные монеты
С 1961 по 1996 годы было выпущено 16 видов памятных монет номиналом 1 бат из медно-никелевого сплава:
- 1961 — Приезд Рамы IX и Сирикит[13];
- 1963 — 36-летие Рамы IX[14];
- 1966 — Пятые Азиатские игры в Бангкоке[15];
- 1970 — Шестые Азиатские игры в Бангкоке[16];
- 1972 — Продовольственная программа FAO[17];
- 1972 — Вступление в титул принца Махи Вачиралонгкорна[18];
- 1973 — 25 лет Всемирной организации здравоохранения[19];
- 1975 — Восьмые Игры Юго-Восточной Азии в Бангкоке[20];
- 1975 — 75-летие Синакхаринтхры[21];
- 1977 — Продовольственная программа FAO[22];
- 1977 — Принцесса Маха Чакри Сириндхорн[23];
- 1977 — Вступление в титул принцессы Маха Чакри Сириндхорн[24];
- 1978 — Принц Маха Вачиралонгкорн[25];
- 1978 — Восьмые Азиатские игры в Бангкоке[26];
- 1982 — Продовольственная программа FAO[27];
- 1996 — 50-летие правления Рамы IX[28].

### Жетоны для казино
Известны медно-никелевые жетоны для казино 1945 года выпуска номиналом 1 бат. Орнамент на них полностью повторяет орнамент на монетах от 1 до 20 сатангов 1941—1945 годов.

## Характеристики монет
| Изображение    | Диаметр | Толщина | Масса  | Материал                                | Аверс                                   | Реверс | Годы чеканки |
| -------------- | ------- | ------- | ------ | --------------------------------------- | --------------------------------------- | --- | ------------ |
|                |         |         |        | никель                                  | Портрет Рамы IX, его полное имя и титул | Королевский герб, указание страны, номинала и года чеканки                                                                                    | 1950         |
|                | 26,9 мм | 1,8 мм  | 7,15 г | медно-никелево-серебряно-цинковый сплав | Портрет Рамы IX, его полное имя и титул | Королевский герб, указание страны, номинала и года чеканки                                                                                    | 1957         |
| Аверс · Реверс | 26,9 мм | 1,73 мм | 7,5 г  | медно-никелевый сплав                   | Портрет Рамы IX, его полное имя         | Королевский герб, указание страны, номинала и года чеканки                                                                                    | 1962         |
|                |         |         |        | медно-никелевый сплав                   | Портрет Рамы IX, его полное имя и титул | Королевский герб, указание страны, номинала и года чеканки                                                                                    | 1962         |
|                | 25 мм   | 1,81 мм | 7 г    | медно-никелевый сплав                   | Портрет Рамы IX, его полное имя         | Эмблема Таиланда, указание страны, номинала и года чеканки                                                                                    | 1974         |
|                | 25 мм   | 1,8 мм  | 7 г    | медно-никелевый сплав                   | Портрет Рамы IX, его полное имя и титул | Изображение супханнахонг и храма Ват Арун | 1977         |
|                | 25 мм   | 1,8 мм  | 7 г    | медно-никелевый сплав                   | Портрет Рамы IX, его полное имя и титул | Изображение Ват Пхракэу и Большого дворца в Бангкоке, указание страны, номинала, года начала чеканки монет серии и года чеканки данной монеты | 1982—1985    |
|                | 20 мм   | 1,48 мм | 3,4 г  | медно-никелевый сплав                   | Портрет Рамы IX, его полное имя и титул | Изображение Ват Пхракэу, указание страны, номинала и года чеканки                                                                             | 1986—2008    |
|                | 20 мм   | 1,5 мм  | 3 г    | сталь с никелевым гальванопокрытием     | Портрет Рамы IX, его полное имя и титул | Изображение Ват Пхракэу, указание страны, номинала и года чеканки                                                                             | 2008—2017    |
|                | 20 мм   | 1,5 мм  | 3 г    | сталь с никелевым гальванопокрытием     | Портрет Рамы X, его полное имя          | Монограмма Рамы X с короной, указание страны, номинала и года чеканки                                                                         | 2018—н. в.   |

### Памятные монеты
| Изображение                                        | Диаметр                  | Толщина                  | Масса                    | Материал                 | Аверс                                                                   | Реверс                                                                                                  | Годы чеканки             |
| Приезд Рамы IX и Сирикит                           | Приезд Рамы IX и Сирикит | Приезд Рамы IX и Сирикит | Приезд Рамы IX и Сирикит | Приезд Рамы IX и Сирикит | Приезд Рамы IX и Сирикит                                                | Приезд Рамы IX и Сирикит                                                                                | Приезд Рамы IX и Сирикит |
| -------------------------------------------------- | ------------------------ | ------------------------ | ------------------------ | ------------------------ | ----------------------------------------------------------------------- | --- | ------------------------ |
| Аверс · Реверс                                     | 26,9 мм                  | 2,19 мм                  | 9,3 г                    | медно-никелевый сплав    | Портрет Рамы IX и королевы Сирикит, указание повода выпуска             | Королевский герб, указание страны, номинала и года чеканки                                              | 1961                     |
| 36-летие Рамы IX                                   |                          |                          |                          |                          |                                                                         | |                          |
|                                                    | 26,9 мм                  | 1,8 мм                   | 7,5 г                    | медно-никелевый сплав    | Портрет Рамы IX, его полное имя, титул и указание повода выпуска        | Королевский герб, указание страны и номинала                                                            | 1963                     |
| Пятые Азиатские игры в Бангкоке                    |                          |                          |                          |                          |                                                                         | |                          |
|                                                    | 26,9 мм                  | 1,8 мм                   | 7,3 г                    | медно-никелевый сплав    | Портрет Рамы IX и Сирикит, указание номинала, страны и даты             | Логотип Азиатских игр и указание повода выпуска                                                         | 1966                     |
| Шестые Азиатские игры в Бангкоке                   |                          |                          |                          |                          |                                                                         | |                          |
|                                                    | 26,9 мм                  | 1,8 мм                   | 7,4 г                    | медно-никелевый сплав    | Портрет Рамы IX и Сирикит, указание номинала, страны и года чеканки     | Логотип Азиатских игр и указание повода выпуска                                                         | 1970                     |
| Продовольственная программа FAO                    |                          |                          |                          |                          |                                                                         | |                          |
|                                                    | 26,9 мм                  | 1,7 мм                   | 7,5 г                    | медно-никелевый сплав    | Портрет Рамы IX, его полное имя и титул                                 | Тайцы с коровой, указание страны, номинала, года чеканки и повода выпуска                               | 1972                     |
| Вступление в титул принца Махи Вачиралонгкорна     |                          |                          |                          |                          |                                                                         | |                          |
|                                                    | 26,9 мм                  | 1,8 мм                   | 7,4 г                    | медно-никелевый сплав    | Портрет Махи Вачиралонгкорна, его полное имя и титул                    | Монограмма Махи Вачиралонгкорна, указание страны, номинала и даты                                       | 1972                     |
| 25 лет Всемирной организации здравоохранения       |                          |                          |                          |                          |                                                                         | |                          |
|                                                    | 26,9 мм                  |                          | 7,5 г                    | медно-никелевый сплав    | Портрет Рамы IX, его полное имя и титул                                 | Логотип Всемирной организации здравоохранения, указание номинала, страны, года чеканки и повода выпуска | 1973                     |
| Восьмые Игры Юго-Восточной Азии в Бангкоке         |                          |                          |                          |                          |                                                                         | |                          |
|                                                    | 25 мм                    | 1,85 мм                  | 7 г                      | медно-никелевый сплав    | Портрет Рамы IX и Сирикит, указание номинала, страны и года чеканки     | Логотип Игр Юго-Восточной Азии, указание повода чеканки                                                 | 1975                     |
| 75-летие Синакхаринтхры                            |                          |                          |                          |                          |                                                                         | |                          |
|                                                    | 25 мм                    | 1,85 мм                  | 7 г                      | медно-никелевый сплав    | Портрет Синакхаринтры и указание повода выпуска                         | Указание страны, номинала и даты                                                                        | 1975                     |
| Продовольственная программа FAO                    |                          |                          |                          |                          |                                                                         | |                          |
|                                                    | 25 мм                    | 1,85 мм                  | 7 г                      | медно-никелевый сплав    | Тайский мальчик, Рама IX, сеющий зерно, его имя и указание страны       | Указание номинала, года чеканки и повода выпуска                                                        | 1977                     |
| Принцесса Маха Чакри Сириндхорн                    |                          |                          |                          |                          |                                                                         | |                          |
|                                                    | 25 мм                    | 1,85 мм                  | 7 г                      | медно-никелевый сплав    | Портрет принцессы Сириндхорн, её имя, титул и указание страны           | Указание номинала, года чеканки и повода выпуска                                                        | 1977                     |
| Вступление в титул принцессы Маха Чакри Сириндхорн |                          |                          |                          |                          |                                                                         | |                          |
|                                                    | 25 мм                    | 1,83 мм                  | 7 г                      | медно-никелевый сплав    | Портрет принцессы Сириндхорн, её полное имя и титул                     | Указание номинала, страны и даты                                                                        | 1977                     |
| Принц Маха Вачиралонгкорн                          |                          |                          |                          |                          |                                                                         | |                          |
|                                                    | 25 мм                    | 1,5 мм                   | 7 г                      | медно-никелевый сплав    | Портрет принца Вачиралонгкорна, его полное имя, титул и указание страны | Указание номинала, даты и повода выпуска                                                                | 1978                     |
| Восьмые Азиатские игры в Бангкоке                  |                          |                          |                          |                          |                                                                         | |                          |
|                                                    | 25 мм                    | 1,8 мм                   | 7 г                      | медно-никелевый сплав    | Портрет Рамы IX и Сирикит, указание страны и года чеканки               | Логотип Азиатских игр, указание номинала и повода выпуска                                               | 1978                     |
| Продовольственная программа FAO                    |                          |                          |                          |                          |                                                                         | |                          |
|                                                    | 25 мм                    | 1,8 мм                   | 7 г                      | медно-никелевый сплав    | Портрет Рамы IX, его полное имя и титул                                 | Логотип FAO, изображение злаков, указание номинала и года чеканки                                       | 1982                     |
| 50 лет коронации Рамы IX                           |                          |                          |                          |                          |                                                                         | |                          |
|                                                    | 20 мм                    |                          | 3,4 г                    | медно-никелевый сплав    | Портрет Рамы IX на его коронации и его имя                              | Указание номинала, страны, повода выпуска и даты                                                        | 1996                     |

### Жетоны для казино
| Изображение | Диаметр  | Толщина | Масса | Материал              | Аверс                               | Реверс        | Годы чеканки |
| ----------- | -------- | ------- | ----- | --------------------- | ----------------------------------- | ------------- | ------------ |
|             | 25,35 мм | 2,2 мм  | 7,8 г | медно-никелевый сплав | Изображение птицы и название казино | Цифра «๑» (1) | 1945         |

## Чекан по годам
| Год    | Монет отчеканено     | Примечания                                                         |
| Тип 1  | Тип 1                | Тип 1                                                              |
| ------ | -------------------- | ------------------------------------------------------------------ |
| 1950   | ?, известно 4 экз.   |                                                                    |
| Тип 2  |                      |                                                                    |
| 1957   | 3 143 000            |                                                                    |
| Тип 3  |                      |                                                                    |
| 1962   | 883 086 000          | Монеты чеканились на протяжении 1962—1974 годов без изменения даты |
| Тип 4  |                      |                                                                    |
| 1962   | ?, известно 7—8 экз. |                                                                    |
| Тип 5  |                      |                                                                    |
| 1974   | 248 978 000          |                                                                    |
| Тип 6  |                      |                                                                    |
| 1977   | 506 460 000          | У монеты известны разновидности                                    |
| Тип 7  |                      |                                                                    |
| 1982.1 | 4 150 000            | большой портрет                                                    |
| 1982.2 | ?                    | маленький портрет                                                  |
| 1983   | 38 735 000           |                                                                    |
| 1984   | 108 995 000          |                                                                    |
| 1985   | 105 465 000          |                                                                    |
| Тип 8  |                      |                                                                    |
| 1986.1 | 4 200 000            | короткие украшения на крыше                                        |
| 1986.2 | ?                    | длинные украшения на крыше                                         |
| 1987   | 329 271 000          |                                                                    |
| 1988   | 391 442 000          |                                                                    |
| 1989   | 466 684 000          |                                                                    |
| 1990   | 409 924 000          |                                                                    |
| 1991   | 329 946 380          |                                                                    |
| 1992   | 426 230 000          |                                                                    |
| 1993.1 | 235 623 000          | большая «๖»                                                        |
| 1993.2 | ?                    | маленькая «๖»                                                      |
| 1994   | 475 200 000          |                                                                    |
| 1995   | 589 394 650          |                                                                    |
| 1996   | 98 487 000           |                                                                    |
| 1997   | 350 660 600          |                                                                    |
| 1998   | 25 252 000           |                                                                    |
| 1999   | 224 389 000          |                                                                    |
| 2000   | 468 610 000          |                                                                    |
| 2001   | 385 140 000          |                                                                    |
| 2002   | 266 025 000          |                                                                    |
| 2003.1 | 23 653 300           | овальная «๖»                                                       |
| 2003.2 | ?                    | круглая «๖»                                                        |
| 2004   | 903 964 000          |                                                                    |
| 2005   | 1 137 820 000        | Королевский канадский монетный двор                                |
| 2006   | 778 761 000          |                                                                    |
| 2007   | 614 866 877          | Королевский канадский монетный двор                                |
| 2008   | 660 307 123          |                                                                    |
| Тип 9  |                      |                                                                    |
| 2008   | 180 900 000          | не существует                                                      |
| 2009.1 | 246 000 000          | «๕๒» слитно                                                        |
| 2009.2 | ?                    | «๕๒» с пробелом                                                    |
| 2010   | 551 853 000          |                                                                    |
| 2011   | ?                    |                                                                    |
| 2012   | ?                    |                                                                    |
| 2013   | ?                    |                                                                    |
| 2014.1 | ?                    | толстая «๑»                                                        |
| 2014.2 | ?                    | тонкая «๑»                                                         |
| 2015   | ?                    |                                                                    |
| 2016   | ?                    |                                                                    |
| 2017   | 880 000 000          |                                                                    |
| Тип 10 |                      |                                                                    |
| 2018   | ?                    |                                                                    |

### Памятные монеты
| Год                                                | Монет отчеканено         | Примечания               |
| Приезд Рамы IX и Сирикит                           | Приезд Рамы IX и Сирикит | Приезд Рамы IX и Сирикит |
| -------------------------------------------------- | ------------------------ | ------------------------ |
| 1961                                               | 4 430 000                |                          |
| 36-летие Рамы IX                                   |                          |                          |
| 1963                                               | 3 000 000                |                          |
| Пятые Азиатские игры в Бангкоке                    |                          |                          |
| 1966                                               | 9 000 000                |                          |
| Шестые Азиатские игры в Бангкоке                   |                          |                          |
| 1970                                               | 9 000 000                |                          |
| Продовольственная программа FAO                    |                          |                          |
| 1972                                               | 9 000 000                |                          |
| Вступление в титул принца Махи Вачиралонгкорна     |                          |                          |
| 1972                                               | 9 000 000                |                          |
| 25 лет Всемирной организации здравоохранения       |                          |                          |
| 1973                                               | 1 000 000                |                          |
| Восьмые Игры Юго-Восточной Азии в Бангкоке         |                          |                          |
| 1975                                               | 3 000 000                |                          |
| 75-летие Синакхаринтхры                            |                          |                          |
| 1975                                               | 9 000 000                |                          |
| Продовольственная программа FAO                    |                          |                          |
| 1977                                               | 2 000 000                |                          |
| Принцесса Маха Чакри Сириндхорн                    |                          |                          |
| 1977                                               | 8 998 000                |                          |
| Вступление в титул принцессы Маха Чакри Сириндхорн |                          |                          |
| 1977                                               | 5 000 000                |                          |
| Принц Маха Вачиралонгкорн                          |                          |                          |
| 1978                                               | 5 000 000                |                          |
| Восьмые Азиатские игры в Бангкоке                  |                          |                          |
| 1978                                               | 5 000 000                |                          |
| Продовольственная программа FAO                    |                          |                          |
| 1982                                               | 1 500 000                |                          |
| 50 лет коронации Рамы IX                           |                          |                          |
| 1996                                               | 272 572 000              |                          |